# Sayward
Sayward är en ort i Kanada.   Den ligger i Strathcona Regional District och provinsen British Columbia, i den sydvästra delen av landet, 3 700 km väster om huvudstaden Ottawa. Sayward ligger 13 meter över havet och antalet invånare är 341.
Terrängen runt Sayward är bergig söderut, men norrut är den kuperad. Havet är nära Sayward åt nordost. Runt Sayward är det glesbefolkat, med 17 invånare per kvadratkilometer.. Det finns inga andra samhällen i närheten. 
I omgivningarna runt Sayward växer i huvudsak barrskog.